# Европеана 1914—1918

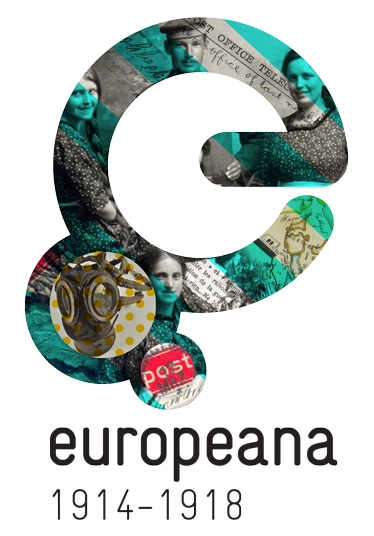
Официальный логотип проекта «Европеана 1914—1918».

«Европеана 1914—1918» — это масштабный проект по оцифровке и публикации первичных и вторичных исторических источников о Первой мировой войне. Он координируется библиотекой Европеана, являясь частью более широкой программы по оцифровке Европейского культурного наследия.
Коллекция состоит из трёх основных элементов. Первый, под названием Европеана 1914—1918, собирает оцифрованные памятные вещи и личные истории из жизни людей, он также включает серию открытых семинаров, на которых могут быть отсканированы или сфотографированы различные материалы. Второй, Коллекции Европеана 1914—1918, является скоординированной программой по оцифровке, которую осуществляют десять крупнейших библиотек в восьми европейских странах. Третий элемент, EFG1914, это проект по оцифровке значительного количества немых фильмов военного времени, который выполняет Европейский портал фильмов.

## История
Проект Европеана 1914—1918 был публично объявлен в 2011 году, как «Коллекции Европеана 1914—1918: Вспоминая Первую мировую войну», с целью оцифровки более чем 400 000 документов, предоставленных 13 учреждениями. Первоначальный план предусматривал оцифровку около 425 000 позиций в партнёрских учреждениях. Они должны быть добавлены к 27 000 предметам (в основном, фотографиям из Великобритании и Франции), уже имеющимся в Европеане, и ещё около 75 000 уже оцифрованным, но еще не добавленным в Европеану. Основное внимание проекта было уделено «специальным коллекциям» — рукописям, произведениям искусства, редким книгам, картам, музыке и т. д. — с упором на то, чтобы большинство материала было редким или уникальным. Коллекция будет размещена в нескольких учреждениях, но будет доступна через агрегированную услугу; где возможно, вопросы авторских прав будут разрешены таким образом, чтобы обеспечить максимальную доступность материала.
Предполагалось, что проекта обойдётся в около 5,4 млн евро, основная часть которых, 3,1 млн евро, приходится на персонал в партнёрских учреждениях, и 1 млн на субподрядчиков по оцифровке (основной объём оцифровки был проведён собственными силами).
После оцифровки материал из «Коллекции» был размещён на сайте Европеана, первые коллекции (газеты из Австрии и фотографии/журналы из Италии) стали доступны в марте 2012 года. Первые публичные мероприятия, посвящённые оцифрованным коллекциям, состоялись в 2013 году и проходили до окончания проекта в 2014 году.
В марте 2011 публичный проект «Европеана 1914-18» был открыт для приема онлайн-заявок и начал проводить первые публичные презентации. На эти мероприятия представителей общественности приглашали приносить вещи или документы для оцифровки и для записи информации или историй, связанных с ними. К декабрю 2013 по всей Европе была проведена 51 такая сессия. Эта общественная инициатива использовала Community Collection Model, основанную Стюартом Ли и Кейтом Линдси в Оксфордском университете в 2008 году и использовавшуюся для The Great War Archive. Оксфордский университет был партнером «Европеана 1914—1918», оказывая поддержку в разработке онлайн-платформы и подготовке всех учреждений, которые проводили презентации.

## Открытие и приём

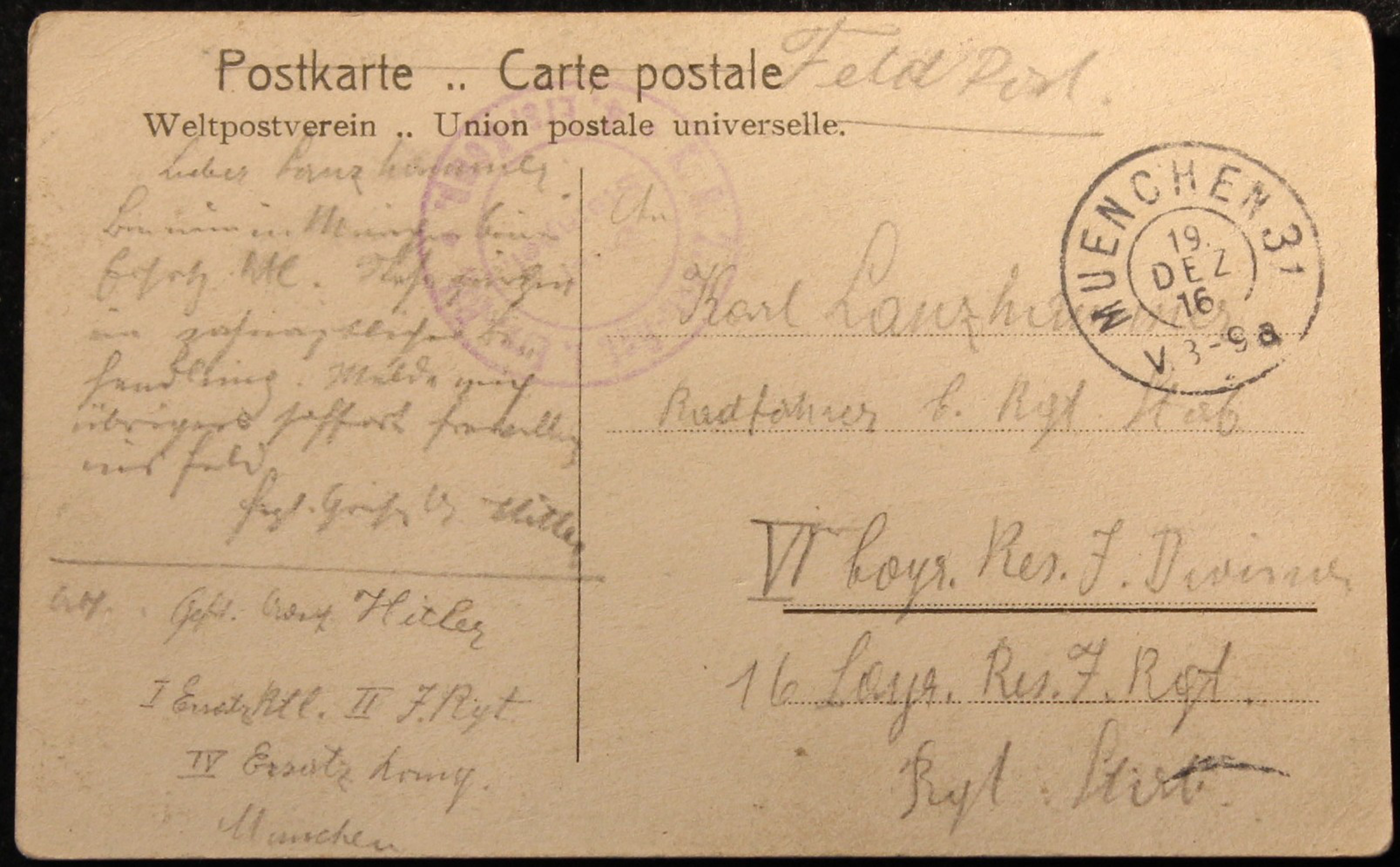
Во время публичной презентации в 2012 году была оцифрована открытка, которую Адольф Гитлер выслал в 1916 г.

Главный публичный портал всего проекта (europeana1914-18.eu) был запущен в Берлинской государственной библиотеке 29 января 2014 год Моникой Грюттерс, федеральным комиссаром Германии по вопросам культуры и СМИ. На момент запуска на сайте было около 400 000 оцифрованных объектов от учреждений-партнеров, 90 000 «личных» предметом и 660 часов фильмов.
Внимание общественности к «Коллекции» часто была обращено на отдельные элементы или небольшие коллекции. Например, оцифрованная корреспонденция из индийского фонда Британской библиотеки использовались для освещения участия индийских солдат, особенно на Западном фронте. Ранняя находка в ходе публичного проекта по оцифровке — открытка, посланная Адольфом Гитлером своему сотоварищу во время пребывания в больнице — привлекла большое внимание СМИ.